# UGC 11066
UGC 11066 är en galax i stjärnbilden Draken. År 2005 observerades supernovan SN 2005B i UGC 11066.
Galaxen interagerar med UGC 11054.